# 三宅長盛
三宅 長盛（みやけ ながもり）は、戦国時代から安土桃山時代にかけての武将。能登畠山氏の家臣。温井景隆の実弟。

## 生涯
温井続宗の子、景隆の弟として生まれる。弘治元年（1555年）に祖父の温井総貞が畠山義続に殺害されたため、兄・景隆と共に加賀国に出奔した。同年に起きた弘治の内乱では父・続宗や三宅総広が戦死し、これをうけて三宅氏を継いだものと思われる。しかし永禄8年（1566年）に義続とその子・畠山義綱が重臣に排斥されたため、帰参が許され、新たに擁立された幼主の畠山義慶のもとで7人衆の一員として兄と共に権勢を誇った。天正2年（1574年）に義慶が早世すると、その弟で若年の畠山義隆を擁立してなおも権勢を誇るなど、専横の振る舞いが目立ったといわれる。
しかし温井・三宅・遊佐続光らは親上杉氏だったため、越前を平定して勢力を能登まで拡大した織田氏と通じる長続連・長綱連父子に実権を奪われる。天正4年（1576年）に上杉謙信が能登に侵攻して来ると、七尾城に籠城して上杉軍と戦ったが（七尾城の戦い）、次第に戦況不利となり、天正5年（1577年）9月15日には謙信の調略を受けて、遊佐や兄と共に長一族の大半を抹殺し、上杉氏の家臣となる。
天正6年（1578年）3月に謙信が死去し、織田信長による再度の能登侵攻が始まると、天正7年（1579年）には上杉氏を裏切って七尾城を奪取し、それを手土産にして信長に降伏した。しかし天正9年（1581年）に織田氏から追放され、越後に落ち延びている。
天正10年（1582年）6月2日の本能寺の変で信長が死去し、北陸でも争乱が起こると、長盛は復権を目指して兄と共に上杉景勝の援助を得て畠山旧臣を糾合し、能登の石動山で挙兵する。だが、能登国主である前田利家やその援軍である佐久間盛政らの反撃を受けて、6月26日に兄と共に討ち死にした。

## 人物
以上の経歴のように、兄や遊佐らと畠山歴代の主君をすげ替えたりして専横を極めたため、後世の評判は芳しくなく、歴史小説でも裏切り者、保身に長けた奸臣などとして描かれることが多い。一説に義慶は20歳代で変死を遂げているが、これでさえ長盛が兄や遊佐らと共謀して毒殺し、新たな幼主を擁立するための策謀だったという説すらある。